# Stefania Kamińska
Stefania Kamińska (ur. 25 sierpnia 1939 w Kobylinie) – polska nauczycielka, poseł na Sejm PRL VII kadencji.

## Życiorys
W 1966 ukończyła Studium Nauczycielskie w Gdańsku, uzyskała wykształcenie wyższe niepełne. W 1972 objęła funkcję wicedyrektora Szkoły Podstawowej w Łęgowie, a w latach 1984–1988 zajmowała stanowisko jej dyrektora.
W 1968 przystąpiła do Polskiej Zjednoczonej Partii Robotniczej, a w następnym roku została sekretarzem jej POP w szkole, zasiadła też w Komitecie Gminnym PZPR. W 1976 uzyskała mandat posła na Sejm PRL w okręgu Gdańsk. Zasiadała w Komisji Oświaty i Wychowania oraz w Komisji Spraw Wewnętrznych i Wymiaru Sprawiedliwości.
Odznaczono ją Krzyżem „Za Zasługi dla ZHP” za pracę instruktorską w Związku Harcerstwa Polskiego.